# Préfecture de Oichili-Dimani
La préfecture de Oichili-Dimani (chef-lieu Koimbani ) est une subdivision de la Grande Comore. Elle est composée de trois communes : Oichili ya Djou, Oichili ya Mboini et Dimani.

## Villes et villages
La préfecture est composée de : 
- Oichili ya Djou: Koimbani, Irohé, Boeni, Dzahadjou, Sada, Sadani, Choumoni, Samba Madi, Camro, Sima
- Oichili ya Mboini : Itsinkoudi, Dzahani, Kouhani, Mtsamdou, Hambou, Hassendjé
- Dimani : Mtsangadjou, Foumboudzivouni, Mboudé, Midjinzé, Madjoma, Idjoindradja, Idjikoundzi, Maoueni, Mirereni, Ntsorale, Sidjou, Rehemani